# Jessie Godderz
Jessie Godderz (nacido el 23 de abril de 1986) también conocido como Mr. Pec-Tacular, es un luchador profesional estadounidense que actualmente trabaja con Ohio Valley Wrestling (OVW) en donde es un dos veces Campeón Mundial en Parejas de la TNA con Robbie E como The BroMans. Además, Godderz entrenó en el territorio de desarrollo de TNA Ohio Valley Wrestling (OVW), donde ganó el Campeonato Sureño en Parejas de la OVW cinco veces. Él también es un fisicoculturista profesional.

## Primeros años
Godderz nació en Rudd, Iowa. Cuando tenía 19 años, trabajó como conductor para la Union Pacific Railroad. Eventualmente se convirtió en un fisicoculturista profesional con la World Natural Body Building Federation y actualmente reside en Huntington Beach, California.

## Carrera en lucha libre profesional

### Total Nonstop Action Wrestling/Impact Wrestling

#### Territorio de desarrollo (2011–2012)
En 2011, Godderz firmó un contrato con la promoción de lucha libre profesional Total Nonstop Action Wrestling (TNA) y fue enviado a su territorio de desarrollo, Ohio Valley Wrestling para entrenamiento adicional.
El 11 de enero de 2012 Godderz y Marcus Anthony derrotaron a Johnny Spade y Shiloh Jonze para ganar el Campeonato Sureño en Parejas de la OVW, fueron posteriormente derrotados sólo 7 días después de ganar los títulos en una revancha con Spade y Jonze. El 22 de febrero de 2012 Godderz, Rob Terry y Rudy Switchblade derrotaron a Jason Wayne y Shiloh Jonze en un Handicap Match para ganar el Campeonato Sureño en Parejas de la OVW. El reinado del equipo terminó el 7 de abril, cuando Godderz y Rudy Switchblade, quien también fue reconocido como parte de los campeones bajo "The Family Rule" (la Freebird Rule), fueron derrotados por Anarquía y Raul LaMotta. El 11 de abril de 2012 Godderz y Switchblade derrotaron a Anarquía y Raul LaMotta en una revancha por el Campeonato Sureño en Parejas de la OVW. El 20 de junio de 2012 Godderz y Switchblade fueron despojados de los títulos, después de que el árbitro Chris Sharpe les permitió hacer trampa para ganar los títulos, causando que los títulos quedaran vacantes. El 7 de julio de 2012 Godderz y Rudy Switchblade derrotaron a Paredyse y Brandon Espinosa en una lucha de escalera para ganar el vacante Campeonato Sureño en Parejas de la OVW por cuarta vez. El 1 de diciembre de 2012, Godderz y Switchblade fueron derrotados por Alex Silva y Sam Shaw por el Campeonato Sureño en Parejas de la OVW.

#### 2012
El 14 de octubre de 2012, en Bound for Glory, Godderz hizo su debut en TNA en el plantel principal como el "novio de Hollywood" de Tara. Godderz, llamado simplemente "Jesse", hizo su debut en el ring en el episodio del 1 de noviembre de Impact Wrestling, derrotando a ODB en una lucha intergénero, tras interferencia de Tara. En el episodio del 8 de noviembre de Impact Wrestling, Jesse hizo equipo con Tara en una derrota ante ODB en un Handicap Match intergénero. Después de la lucha ambos atacaron a ODB y la humillaron. Jesse hizo su pay-per-view debut tres días más tarde en Turning Point, haciendo equipo con Tara en una derrota ante ODB y Eric Young. En el siguiente episodio de Impact Wrestling, Jesse derrotó a Young en una lucha individual. La semana siguiente, Jesse fue cubierto por Young en un Three-Way Match, que también incluyó a Robbie E y forzó a Jesse a ponerse un traje de pavo como parte del tema del Día de Acción de Gracias. Jesse luchó en el evento principal de Impact Wrestling por primera vez el 13 de diciembre, perdiendo ante Bully Ray a pesar de interferencia externa de Tara.

#### 2013–2017
Durante los próximos dos meses, Jesse interferiría en las luchas de Tara, especialmente las relativas a su título. Después de interferir en un combate por el título entre Tara y Velvet Sky, Sky ganaría venganza de la pareja haciendo equipo con James Storm en el episodio del 31 de enero de 2013 de Impact Wrestling y derrotándolos en una lucha de equipos mixtos. La semana siguiente, Jesse fue derrotado por Storm en una lucha individual.

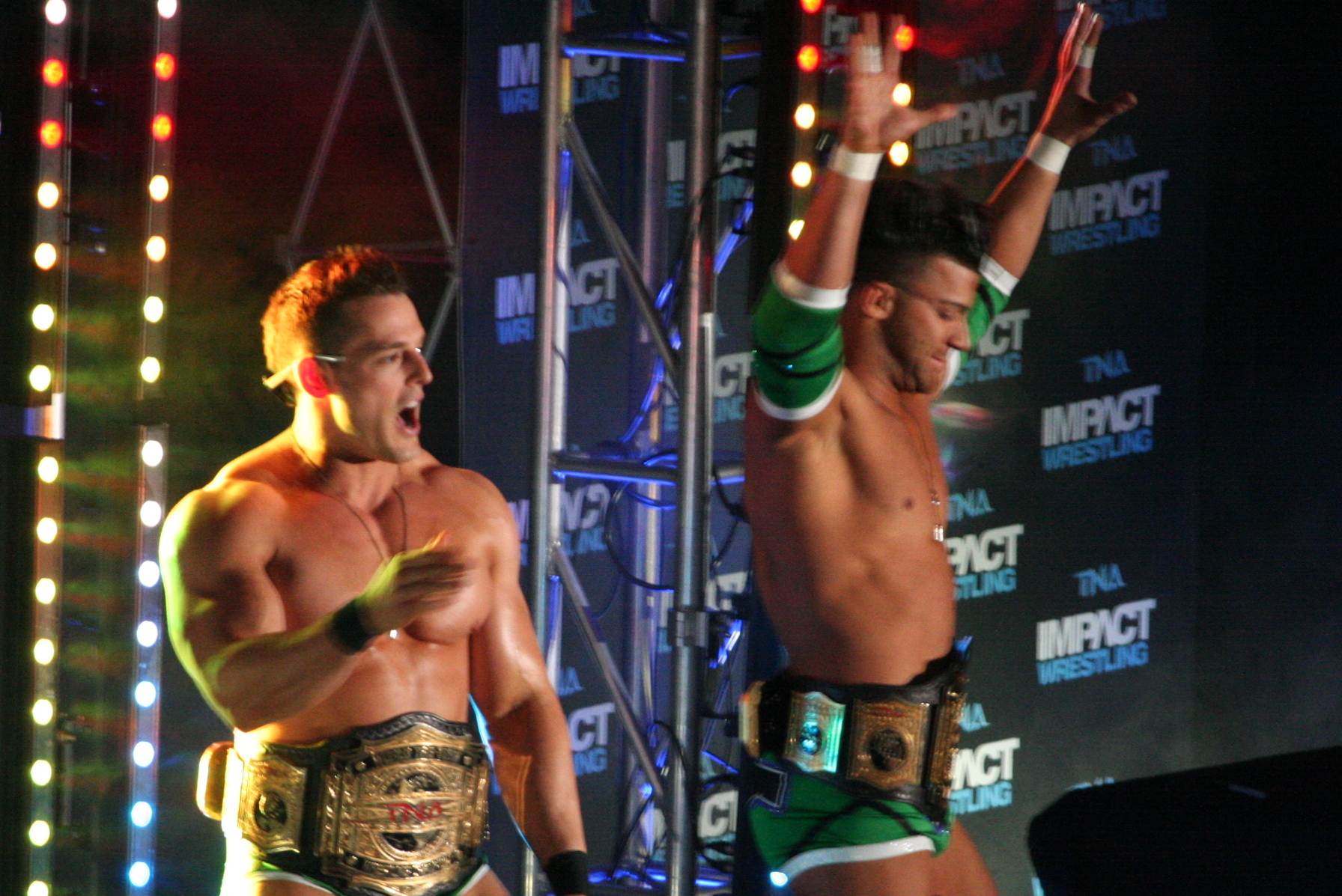
Jessie con Robbie E (derecha) como Campeones Mundiales en Parejas de la TNA en abril de 2014.

Jesse comenzó a aliarse con Robbie E en el episodio del 2 de mayo de Impact Wrestling, donde hicieron equipo con Joey Ryan en un Handicap Match contra Rob Terry, que el equipo perdió después de que Jesse y Robbie abandonaron a Ryan y lo dejaron para ser cubierto. En el episodio del 27 de junio de Impact Wrestling, Jessie y Robbie, acompañados de Tara, confrontaron a los Campeones Mundiales en Parejas de la TNA Gunner y James Storm y se presentaron como The BroMans. La semana siguiente, The BroMans fueron derrotados por Gunner y Storm en un combate no titular. La relación de Jessie con Tara terminó el 16 de julio, cuando ella fue liberada de su contrato con TNA. El 20 de octubre, durante el pre-show de Bound for Glory, acompañados por "Mr. Olympia" Phil Heath, The BroMans ganaron un Four-Way Gauntlet Match para convertirse en los contendientes por el Campeonato Mundial en Parejas de la TNA más tarde en la noche, donde derrotaron a Gunner y James Storm por los títulos. The BroMans hicieron su primera defensa televisada del título en el episodio del 31 de octubre de Impact Wrestling, derrotando a Gunner y Storm en una revancha. En la edición de Día de Acción de Gracias del 22 de noviembre de 2013 de Impact Wrestling, The BroMans ganaron el primer Turkey Bowl Match en equipos derrotando a Dewey Barnes y Norv Fernum, en el proceso obligándolos a usar los anuales trajes de pavo. The BroMans perdieron los títulos contra The Wolves en un house show el 23 de febrero de 2014. Ellos reconquistaron el título al derrotar a The Wolves y Team 246 (Kaz Hayashi & Shūji Kondō) en el show de WRESTLE-1 Kaisen: Outbreak en Tokio, Japón el 2 de marzo. El 26 de abril en Sacrifice, The BroMans perdieron sus títulos ante The Wolves en un 3-on-2 Handicap Match con DJ Z como su tercer miembro.
El 9 de junio de 2017, Godderz confirmó su salida de Impact Wrestling.

### Lucha Underground (2018)
Godderz debutó en la promoción-serie Lucha Underground en el primer episodio de la cuarta temporada (transmitido el 13 de junio) siendo el quinto ingreso a la cuarta edición de la Aztec Warfare, eliminado en cuarto lugar por el a la postre ganador del encuentro, Pentagón Dark.

### Regreso a Ohio Valley Wrestling (2019-presente)
El 24 de abril de 2019, Godderz ganó el Campeonato de Televisión de OVW. Pero su reinado no duró mucho, Godderz perdió el campeonato en Run the Ropes de OVW el 26 de abril de 2019 ante Drew Hernandez solo con el título durante dos días. El 29 de septiembre de 2020, Godderz ganó un Rumble para coronar al primer Campeón Nacional de Peso Pesado de la OVW. 
El 6 de abril de 2021, Godderz se asoció con Tony Gunn para derrotar a The Tate Twins para ganar los Campeonatos de Parejas de OVW.

## En lucha
- Movimientos finales
  - Stunner, con burlas[32]

- Movimientos de firma
  - Dropkick[12]
  - Roll-up[2]
  - Scoop slam[2]

- Mánagers
  - Tara
  - Phil Heath
  - Zema Ion

- Luchadores dirigidos
  - Tara

- Apodos
  - "Young Gunz"[1]
  - "Mr. Pec-Tacular"
  - "Tara's Hollywood Boyfriend"

## Campeonatos y logros
- Ohio Valley Wrestling
  - OVW National Heavyweight Championship (2 veces)[33]
  - OVW Television Championship (1 vez)[34]
  - OVW Southern Tag Team Championship (6 veces)1 – con Rudy Switchblade (4), Rob Terry (1), Marcus Anthony (1) y Tony Gunn (1)[8][35]

- Total Nonstop Action Wrestling
  - TNA World Tag Team Championship (2 veces) – con Robbie E[28]
  - TNA Turkey Bowl (2013) – con Robbie E

1Durante un reinado como campeón Godderz defendió el título con Terry o Switchblade bajo The Family Rule (la Freebird Rule).
- Pro Wrestling Illustrated
  - Situado en el N°442 en los PWI 500 de 2012
  - Situado en el N°228 en los PWI 500 de 2013
  - Situado en el N°105 en los PWI 500 de 2014
  - Situado en el N°164 en los PWI 500 de 2015
  - Situado en el N°143 en los PWI 500 de 2016
  - Situado en el N°415 en los PWI 500 de 2021